# FC La Walck
Der FC La Walck war ein französischer Fußballverein aus dem Ort La Walck (deutsch: Walk) im elsässischen Département Bas-Rhin. Der Verein bestand von 1920 bis 1990 und hatte in den 1940er und 1950er Jahren eine größere Bedeutung im elsässischen Fußball.

## Geschichte
Der Verein wurde 1920 in La Walck gegründet, einem kleinen Ort in der Nähe von Hagenau im Unterelsass, der seit 2016 zur Gemeinde Val-de-Moder gehört.
Während der deutschen Besetzung Frankreichs im Zweiten Weltkrieg von 1940 bis 1944 nahmen die Fußballvereine aus Elsaß-Lothringen am Spielbetrieb des Deutschen Reichs teil. Der FC La Walck trat nunmehr als FV Walk an und schaffte 1942 den Aufstieg in die Gauliga Elsaß, aus der er am Ende der Spielzeit 1942/43 als Tabellenvorletzter wieder in die Bezirksklasse abstieg.
1949 gelang dem FC La Walck der Aufstieg in die elsässische Ehrendivision, die er in der Saison 1949/50 sogleich mit der Meisterschaft und dem Aufstieg in die höchste französische Amateurklasse abschloss. Der letzte Tabellenplatz in der Spielzeit 1950/51 bedeutete den sofortigen Wiederabstieg in die elsässische Ehrendivision, der der FC La Walck noch bis 1957 angehörte. In der Folgezeit spielte der Verein nur noch in Ligen unterhalb der elsässische Ehrendivision.
1990 fusionierte der FC La Walck mit der AS Uberach zur FA Val de Moder.

## Persönlichkeiten
- Francisco “Paco” Mateo, Trainer des FC La Walck in der Saison 1951/52[3]